# Хранимая процедура
Храни́мая процеду́ра (англ. Stored procedure) — объект базы данных, представляющий собой набор SQL-инструкций, который компилируется один раз и хранится на сервере. Хранимые процедуры очень похожи на обыкновенные процедуры языков высокого уровня, у них могут быть входные и выходные параметры и локальные переменные, в них могут производиться числовые вычисления и операции над символьными данными, результаты которых могут присваиваться переменным и параметрам. В хранимых процедурах могут выполняться стандартные операции с базами данных (как DDL, так и DML). Кроме того, в хранимых процедурах возможны циклы и ветвления, то есть в них могут использоваться инструкции управления процессом исполнения.
Хранимые процедуры похожи на определяемые пользователем функции (UDF). Основное различие заключается в том, что пользовательские функции можно использовать как и любое другое выражение в SQL запросе, в то время как хранимые процедуры должны быть вызваны с помощью функции CALL:
```
CALL
 
процедура
(
…
)

```

или
```
EXECUTE
 
процедура
(
…
)

```

Хранимые процедуры могут возвращать множества результатов, то есть результаты запроса SELECT. Такие множества результатов могут обрабатываться, используя курсоры, другими хранимыми процедурами, возвращая указатель результирующего множества, либо же приложениями. Хранимые процедуры могут также содержать объявленные переменные для обработки данных и курсоров, которые позволяют организовать цикл по нескольким строкам в таблице. Стандарт SQL предоставляет для работы выражения IF, LOOP, REPEAT, CASE и многие другие. Хранимые процедуры могут принимать переменные, возвращать результаты или изменять переменные и возвращать их, в зависимости от того, где переменная объявлена.
Реализация хранимых процедур варьируется от одной СУБД к другой. Большинство крупных поставщиков баз данных поддерживают их в той или иной форме. В зависимости от СУБД, хранимые процедуры могут быть реализованы на различных языках программирования, таких, как SQL, Java, C или C++. Хранимые процедуры, написанные не на SQL, могут самостоятельно выполнять SQL-запросы, а могут и не выполнять.
Всё более широкое использование хранимых процедур привело к появлению процедурных элементов в языке SQL стандарта SQL:1999 и SQL:2003 в части SQL/PSM. Это сделало SQL императивным языком программирования. Большинство СУБД предлагает собственные проприетарные и расширения производителя, сверх SQL/PSM.

## Реализация хранимых процедур
Хранимые процедуры обычно создаются с помощью языка SQL и конкретной его реализации в выбранной СУБД. Например, для этих целей в СУБД Microsoft SQL Server существует язык Transact-SQL, в Oracle — PL/SQL, в InterBase и Firebird — PSQL, в PostgreSQL — PL/pgSQL, PL/Tcl, PL/Perl, PL/Python, в IBM DB2 — SQL/PL, в Informix — SPL. MySQL достаточно близко следует стандарту SQL:2003, её язык похож на SQL/PL.
В некоторых СУБД возможно использование хранимых процедур, написанных на любом языке программирования, способном создавать независимые исполняемые файлы, например, на C++ или Delphi. В терминологии Microsoft SQL Server такие процедуры называются расширенными хранимыми процедурами и являются просто функциями, содержащимися в Win32-DLL. А, например, в Interbase и Firebird для функций, вызываемых из DLL/SO, определено другое название — UDF (User Defined Function). В MS SQL 2005 появилась возможность написания хранимых процедур на любом языке .NET, а от расширенных хранимых процедур в будущем планируется отказаться. СУБД Oracle, в свою очередь, допускает написание хранимых процедур на языке Java. В IBM DB2 написание хранимых процедур и функций на обычных языках программирования является традиционным способом, поддерживаемым с самого начала, а процедурное расширение SQL было добавлено в эту СУБД только в достаточно поздних версиях, после его включения в стандарт ANSI. Также процедуры на Java и С поддерживает Informix.
В СУБД Oracle хранимые процедуры могут объединяться в так называемые пакеты (англ. packages). Пакет состоит из двух частей — спецификации (англ. package specification), в которой указывается определение хранимой процедуры, и тела (англ. package body), где находится её реализация. Таким образом Oracle позволяет отделить интерфейс программного кода от его реализации.
В СУБД IBM DB2 хранимые процедуры можно объединять в модули.
В СУБД PostgreSQL, помимо хранимых процедур, возможно создавать функции возвращающие тип void.

## Назначение и преимущества хранимых процедур[3]
Хранимые процедуры позволяют повысить производительность, расширяют возможности программирования и поддерживают функции безопасности данных.
Вместо хранения часто используемого запроса, клиенты могут ссылаться на соответствующую хранимую процедуру. При вызове хранимой процедуры её содержимое сразу же обрабатывается сервером.
Кроме собственно выполнения запроса, хранимые процедуры позволяют также производить вычисления и манипуляцию данными — изменение, удаление, выполнять DDL-операторы (не во всех СУБД!) и вызывать другие хранимые процедуры, выполнять сложную транзакционную логику. Один-единственный оператор позволяет вызвать сложный сценарий, который содержится в хранимой процедуре, что позволяет избежать пересылки через сеть сотен команд и, в особенности, необходимости передачи больших объёмов данных с клиента на сервер.
В большинстве СУБД при первом запуске хранимой процедуры она компилируется (выполняется синтаксический анализ и генерируется план доступа к данным). В дальнейшем её обработка осуществляется быстрее. В СУБД Oracle выполняется интерпретация хранимого процедурного кода, сохраняемого в словаре данных. Начиная с версии Oracle 10g поддерживается так называемая естественная компиляция (native compilation) хранимого процедурного кода в Си и затем в машинный код целевой машины, после чего при вызове хранимой процедуры происходит прямое выполнение её скомпилированного объектного кода.

### Возможности программирования
Созданную хранимую процедуру можно вызвать в любой момент, что обеспечивает модульность и стимулирует повторное использование кода. Последнее облегчает сопровождение базы данных, так как она становится изолированной от меняющихся бизнес-правил. Модифицировать хранимую процедуру в соответствии с новыми правилами можно в любой момент. После этого все приложения, использующие её, автоматически придут в соответствие с новыми бизнес-правилами без непосредственной модификации.
Для упрощения тестирования, независимости бизнес-логики приложений от СУБД существует подход, в котором СУБД выступает лишь в роли хранилища, с минимальным количеством хранимых процедур или полном отказе от них. При этом используется отображение программных сущностей бизнес-логики на хранилище. См. ORM (англ. Object-relational mapping, рус. Объектно-реляционное отображение)

### Безопасность
Использование хранимых процедур позволяет ограничить или вообще исключить непосредственный доступ пользователей к таблицам базы данных, оставив пользователям только разрешения на выполнение хранимых процедур, обеспечивающих косвенный и строго регламентированный доступ к данным. Кроме того, некоторые СУБД поддерживают шифрование текста (wrapping) хранимой процедуры.
Эти функции безопасности позволяют изолировать от пользователя структуру базы данных, что обеспечивает целостность и надежность базы.
Снижается вероятность таких действий как «внедрение SQL-кода», поскольку хорошо написанные хранимые процедуры дополнительно проверяют входные параметры перед тем, как передать запрос СУБД.